# Конопляна олія

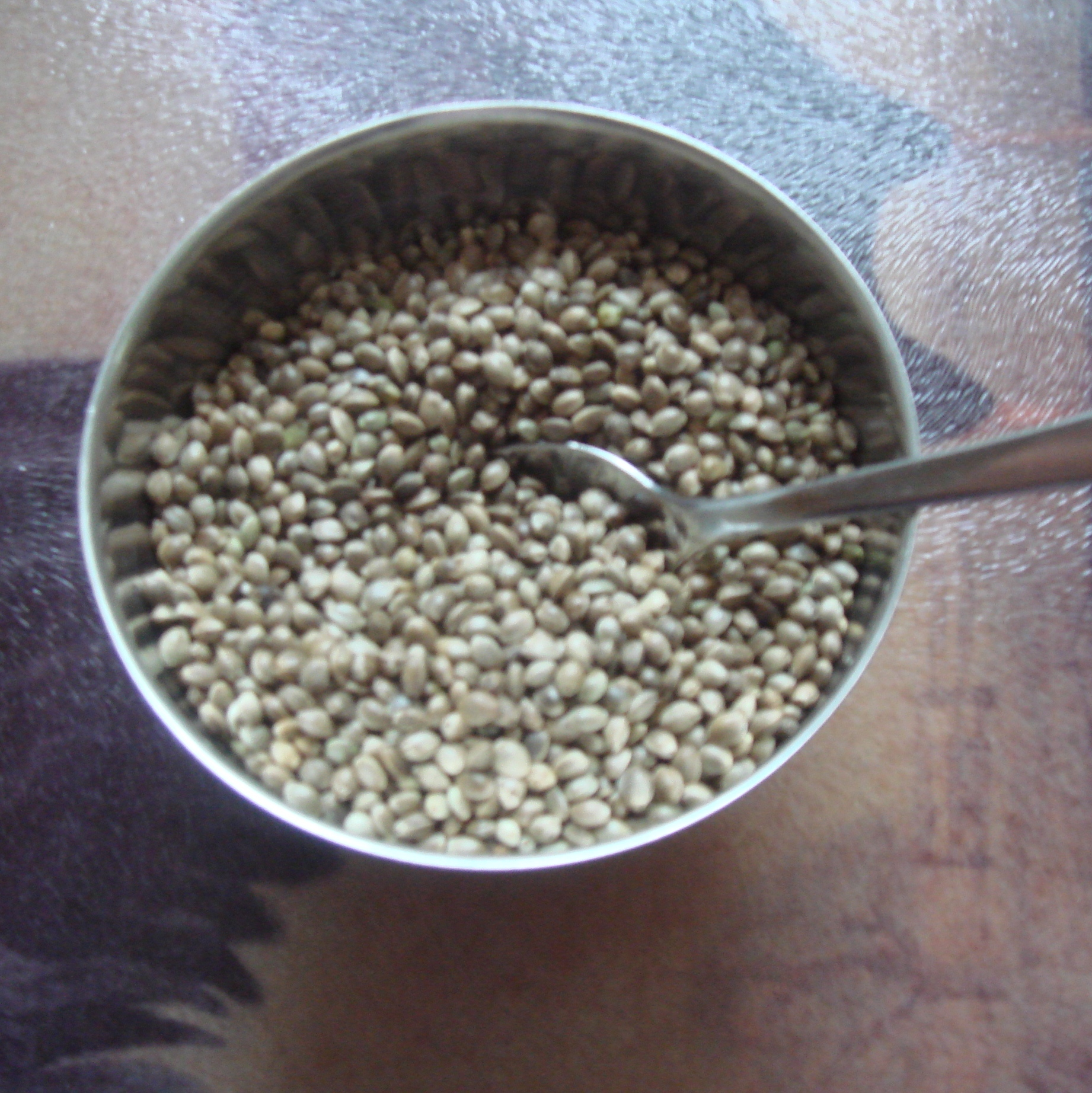
Насіння конопель, з яких роблять конопляну олію

Конопля́на олі́я — жирна рослинна олія, яку отримують із плодів конопель, зазвичай шляхом гарячої вичавки.

## Історія
Конопляну олію навчилися робити кочовики — мешканці євразійських степів. Насіння коноплі менш масне, аніж, скажімо, кунжутове — лише до 35 % олії, але воно в будь-якому разі були для степовиків доступнішим. Згодом технологію виробництва конопляної олії запозичили мешканці Китаю та Європи.
В раціоні українців та жителів України конопляна олія відігравала до середини XIX століття ту ж роль, яку зараз грає соняшникова олія. Крім того, вживали смажене насіння конопель. Тим часом, за свідченням американських експертів (Alt, Reinhardt, «Analytical Toxicology», 1998), ця олія містить тетрагідроканабінол (а також інші активні канабіноїди) від 7 до 150 мкг в 1 мл. 

## Властивості
Конопляна олія має зеленуватий відтінок; залежно від способів отримання може бути темною і світлою. Йодне число 145—167. Питома вага 0,925-0,928 (15о).

## Склад
Конопляна олія містить (%) 5,8-9,9  пальмітинової, 1,7-5,6 стеаринової, 6-16 олеїнової, 36-50 лінолевої, 15-28 ліноленової кислот.

## Застосування

### Корисні властивості

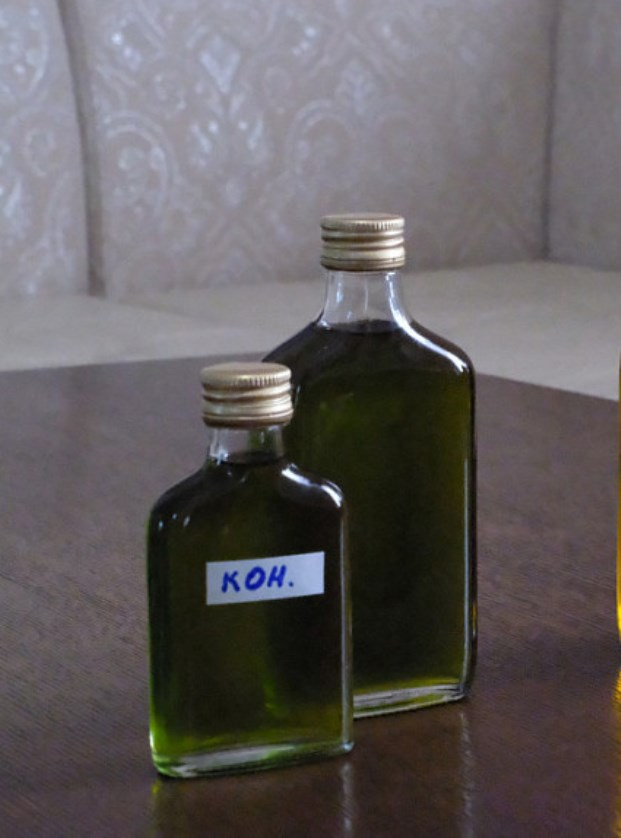
Експериментальна партія конопляної олії виробництва Бурятії у флаконах

За змістом омега-3 і омега-6 — поліненасичених жирних кислот, рекомендованих при профілактиці та лікуванні захворювань серцево-судинної, нервової системи, ожирінні — майже наздоганяє лляну олію. Багата антиоксидантами, фітостеролами, жиророзчинними вітамінами і мінеральними речовинами.
- У їжі: Була однією з найпопулярніших і улюблених в Україні і широко використовуваних в кулінарії рослинних олій. Традиційно мала високе значення для харчової промисловості СРСР, про що свідчить зведений на ВДНГ в 1954 році фонтан — «Дружба народів», де поряд з суцвіттями соняшнику, колоссям пшениці присутнє і листя конопель. Застосовується як високоякісна олія для заправки салатів та інших холодних і гарячих овочевих страв, в маринадах і соусах. Використовується і при приготуванні супів. Олія конопель повністю засвоюється організмом в сирому вигляді.

- Як лікувальний засіб: У народній медицині застосовують для лікування інфекційно-запальних захворювань верхніх дихальних шляхів, шкіри, суглобів (ревматоїдний артрит), жовчного міхура (холецистит), при гормональних порушеннях, зниженні імунітету і туберкульозі.

- У косметології: Застосовується як лікувальної косметики.

- У хімічній промисловості: За хімічним складом конопляна олія ближче інших до лляної олії і в ряді випадків може її замінити у виробництві оліф, лаків і фарб, так як конопляна олія — висихаюча.

- У рибальстві: Ефективна як прикормка при ловлі риби.

Наразі через ратифікацію в 1961 р. конвенції ООН «Про наркотичні засоби», виробництво конопляної олії ускладнено через жорсткі вимоги до культивації конопель і охорони її посівів.